# Saitis graecus
Espèce
Saitis graecus est une espèce d'araignées aranéomorphes de la famille des Salticidae.

## Distribution
Cette espèce se rencontre dans les Balkans en Grèce, en Bulgarie et en Albanie,.

## Description
Les mâles mesurent de 4 à 4,6 mm et les femelles de 4,5 à 5,7 mm.

## Étymologie
Son nom d'espèce lui a été donné en référence au lieu de sa découverte, la Grèce.

## Publication originale
- Kulczyński, 1905 : Fragmenta arachnologica. I-IV. Bulletin International de l'Academie des Sciences de Cracovie, 1904, 533-568.